# Гваргис, Петер
Петер Гваргис (швед. Peter Gwargis; род. 4 сентября 2000, Сидней) — шведский футболист, полузащитник клуба «Мальмё», выступающий на правах аренды за «Йёнчёпингс Сёдра».

## Клубная карьера
Футболом начинал заниматься в футбольном клубе «Экснехага». В 12-летнем возрасте присоединился к «Хускварне», где стал выступать за юношеские команды. В январе 2017 года проходил просмотр и тренировался с нидерландским «Фейеноордом». Перед сезоном 2017 года стал привлекаться к тренировкам с основной командой «Хускварны». 17 апреля в её составе дебютировал в первом шведском дивизионе в домашней игре с «Ландскруной». Гваргис вышел в стартовом составе и на 59-й минуте был заменён. В общей сложности в сезоне принял участие в 21 матче команды, в которых забил три мяча.
В декабре 2017 года перебрался в «Йёнчёпингс Сёдру», с которой подписал трёхлетний контракт. Впервые в футболке нового клуба появился 18 февраля 2018 года в матче группового этапа Кубка Швеции с «Фреем», заменив на 58-й минуте Акселя Линдаля. 7 апреля во втором туре нового чемпионата дебютировал в Суперэттане, появившись на поле после перерыва в матче с «Ландскруной» вместо Томми Телина.
9 августа 2018 года переехал в Англию, став игроком «Брайтон энд Хоув Альбион», с которым подписал соглашение на три года. Выступал за юношеские и молодёжные команды клуба. В основном составе впервые появился на поле 25 сентября 2019 года в матче Кубка Английской лиги с «Астон Виллой», которую «чайки» проиграли со счётом 1:3.
4 июня 2021 года вернулся в Швецию, подписав контракт с «Мальмё». 17 июля дебютировал в чемпионате Швеции в игре очередного тура против «Дегерфорса», заменив на 64-й минуте нигерийского полузащитника Бонке Инносента.

## Карьера в сборной
В апреле 2016 года в составе юношеской сборной Швеции принимал участие в товарищеском турнире четырёх сборных. 19 апреля дебютировал в её составе в матче с Данией, выйдя на поле в начале второго тайма. Также на турнире сыграл с чехами и бельгийцами.
В октябре 2018 года дебютировал за сборную до 19 лет в товарищеской встрече с Румынией.

## Клубная статистика
| Выступление              | Выступление      | Выступление      | Лига | Лига | Кубки | Кубки | Конт. кубки | Конт. кубки | Итого | Итого |
| Клуб                     | Лига             | Сезон            | Игры | Голы | Игры  | Голы  | Игры        | Голы        | Игры  | Голы  |
| ------------------------ | ---------------- | ---------------- | ---- | ---- | ----- | ----- | ----------- | ----------- | ----- | ----- |
| Хускварна                | Дивизион 1       | 2017             | 19   | 1    | 2     | 2     | 0           | 0           | 21    | 3     |
| Хускварна                | Итого            | Итого            | 19   | 1    | 2     | 2     | 0           | 0           | 21    | 3     |
| Йёнчёпингс Сёдра         | Суперэттан       | 2018             | 16   | 3    | 3     | 0     | 0           | 0           | 19    | 3     |
| Йёнчёпингс Сёдра         | Итого            | Итого            | 16   | 3    | 3     | 0     | 0           | 0           | 19    | 3     |
| Брайтон энд Хоув Альбион | Премьер-лига     | 2019/20          | 0    | 0    | 1     | 0     | 0           | 0           | 1     | 0     |
| Брайтон энд Хоув Альбион | Премьер-лига     | 2020/21          | 0    | 0    | 2     | 0     | 0           | 0           | 2     | 0     |
| Брайтон энд Хоув Альбион | Итого            | Итого            | 0    | 0    | 3     | 0     | 0           | 0           | 3     | 0     |
| Мальмё                   | Алльсвенскан     | 2021             | 4    | 0    | 0     | 0     | 0           | 0           | 4     | 0     |
| Мальмё                   | Итого            | Итого            | 4    | 0    | 0     | 0     | 0           | 0           | 4     | 0     |
| Всего за карьеру         | Всего за карьеру | Всего за карьеру | 39   | 4    | 8     | 2     | 0           | 0           | 47    | 6     |